# ブレンダー (職業)
ブレンダーとは、香水、コーヒー、紅茶、ブランデーなど、香りを伴う嗜好品の調合を行う職業のこと。香水については、調香師を参照されたい。

## たばこ
以下では、たばこの葉を調合するブレンダーについて記述する。

### 概要
ブレンダーは、多くの原料の味や香りを記憶し、それらを組み合わせることで一つの銘柄を作り上げる。たばこの葉にはAからCまでのグレードがあり、これは品種や部位、等級により36種類に細分化される。更に原産国によっても味が変わる為その種類は300を超えるが、それを覚えるのには10年はかかるという。
0.6グラムのたばこには50種から100種がブレンドされているが、100種類とすれば1000分の10グラム単位でたばこはブレンドされることになる。ブレンダーはその違いを知覚できるとされる。
その味覚と嗅覚を維持する為に、葉のにおいや口で味を見る、たばこにして試吸する等の作業は欠かせないものとなっている。
また、ブレンダーは味や香りの共有を求められる。味や香りの感じ方は人によって異なるためこれを統一させておかないと、先輩と後輩で同じ「辛い」たばこを調合しても、できあがる製品が異なるものになってしまうためである。